# Linköpings VC
Linköpings VC est un club suédois de volley-ball fondé en 2008 et basé à Linköping, évoluant pour la saison 2019-2020 en Elitserien.

## Historique
Linköpings Volleyboll Club a été créé le 3 octobre 2008 au fusion entre Team Valla et Linköpings Hockey Club.

## Effectifs

### Saison 2020-2021
| No                         | Nom                        | Date de naissance          | Taille                         | Poids                          | Poste                          |
| -------------------------- | -------------------------- | -------------------------- | ------------------------------ | ------------------------------ | ------------------------------ |
| 1                          | Annie Zetterqvist          | 23 avril 2003              | 175                            |                                | Centrale                       |
| 2                          | Klara Juneholm             | 4 novembre 2001            | 181                            | 61                             | Centrale                       |
| 3                          | Matilda Ederfors           | 20 septembre 2000          | 167                            |                                | Passeuse                       |
| 4                          | Sandra Abrahamsson         | 5 juin 2000                | 183                            | 63                             | Centrale                       |
| 5                          | Karin Eldh                 | 18 mai 1999                | 176                            |                                | Réceptionneuse-attaquante      |
| 6                          | Matilda Fransson           | 1er juin 1999              | 175                            | 59                             | Attaquante                     |
| 7                          | Karin Waser                | 10 août 1999               | 163                            |                                | Libero                         |
| 8                          | Lowisa Nilsson             | 5 juillet 2000             | 175                            | 68                             | Réceptionneuse-attaquante      |
| 9                          | Ida Viking                 | 9 mai 2000                 | 174                            |                                | Réceptionneuse-attaquante      |
| 11                         | Sofia Bendiksen            | 13 septembre 1999          | 180                            |                                | Réceptionneuse-attaquante      |
| 13                         | Cornelia Milton            | 19 août 1999               | 171                            |                                | Passeuse                       |
| 14                         | Agnes Elm                  | 17 décembre 1999           | 177                            | 68                             | Réceptionneuse-attaquante      |
| 15                         | Frida Kindbom              | 2 août 1995                | 172                            |                                | Passeuse                       |
| 17                         | Lovisa Sundqvist           | 4 mai 2000                 | 181                            |                                | Centrale                       |
|                            |                            |                            |                                |                                |                                |
| Encadrement technique      | Encadrement technique      |                            | Légende                        | Légende                        | Légende                        |
| Entraîneur : Milan Bratić  | Entraîneur : Milan Bratić  | Entraîneur : Milan Bratić  | : Capitaine                    | : Capitaine                    | : Capitaine                    |
| Entraîneur(s) adjoint(s) : | Entraîneur(s) adjoint(s) : | Entraîneur(s) adjoint(s) : | : Joueuse blessée actuellement | : Joueuse blessée actuellement | : Joueuse blessée actuellement |